# انجمن ام‌اس ایران
جامعه حمایت از بیماران ام.اس ایران جامعه‌ای است برای یاری در زمینه بیماران مبتلا به ام‌اس (اسکلروز چندگانه) که یکی از شایعترین اختلالات عصبی در جامعه‌است.

## شکل گیری جامعه حمایت از بیماران ام. اس ایران
براساس مشاهدات و مطالعات بعمل آمده جامعه بشری از دهه هفتاد (۱۹۷۰میلادی) شاهد تغییرات بسیاری در زمینه سلامت اجتماعی و خصوصاً بیماری‌های نوظهور و بعضاً صعب العلاج و لاعلاج مواجه شده‌است که هیچگونه تعریف یا سببی را نمی‌توان به‌طور دقیق و علمی برای آن شناخت.
بنابراین در هر جامعه‌ای تعدادی افراد مبتلا به بیماری‌های صعب العلاج هستند که این بیماری‌ها تا پایان عمر همراه بیمار بوده و علاوه بر ضروریات درمان منظم و مستمر و لزوم مراقبت‌های ویژه از آنان، گروهی از این بیماران به لحاظ ماهیت بیماری و عوارض آن و مشکلات مختلف در شرایط ویژه‌ای بسر می‌برند.
هزینه درمان این بیماری‌ها معمولاً بسیار گران بوده و اغلب خانواده‌های درگیر از قشرها کم درآمد جامعه می‌باشند، تأمین هزینه‌های گزاف و بسیار گران درمانی و داروئی این بیماران در وضعیت سخت معیشتی امروز، قطعاً برای خانواده‌های با درآمد متوسط و حتی بالاتر کمرشکن و غیرقابل تحمل می‌باشد و معمولاً آن‌ها دچار مشکلات عدیده‌ای می‌شوند و بعضاً موجب بروز مشکل در کیان خانواده می‌گردد و در درمان طولانی مدت اجباراً بیماران رها شده و بدست حوادث روزگار سپرده می‌شوند، شرایط فوق علاوه بر تشدید ناراحتی این بیماران و نگرانی خانواده‌ها، مشکلاتی را نیز برای جامعه به وجود می‌آورند.
با توجه به تعاریف، اصول و افول منحصر به فرد این بیماری‌ها می‌بایست بمنظور جلوگیری از بروز ناهنجاری‌های حاصله با ایجاد ساختارهای اصولی و برنامه‌ریزی مدون و مستمر و بهره‌گیری بهینه از امکانات موجود جامعه برای دستیابی هر چه بهتر و بهبود روش‌ها جهت غلبه بر مشکلاتی که این بیماران ممکن است با آن مواجه شوند گامی برداشت و به اثرات ناگوار آن خاتمه داد (یعنی همزیستی بهتر، تضمین رفاه و تأمین آسایش و برخورداری از یک زندگی مطلوب و دلپذیر).
با این نگاه که مشارکت مردمی و خدمات نهادهای خود جوش و حضور افراد نیکوکار با اهداف عام‌المنفعه و وجود سازمان‌های مردمی از ضرورت‌های توسعه اجتماعی در نظام اسلامی تلقی و از شاخص‌های مثبت توسعه جامعه مدنی محسوب می‌شوند نقش برجسته متخصصین و کارشناسان، خانواده‌ها، همراهان و همچنین خود بیماران در این نوع موسسات حمایتی و بشر دوستانه بسیار چشمگیر بوده و بخش عظیمی از گروه‌های مشارکت مردمی را به خود اختصاص داده‌اند که با ایجاد سازوکار مؤثر امکان تداوم مشارکت آن‌ها در جامعه هموار و در صدد ایفای نقش بیشتری در جامعه هستند.
بحمداله انسان‌های آگاه و فرهیخته فراوانی در عرصه علمی و اجتماعی و همچنین تصمیم گیران دولتی و مدیران توانمندی حضور دارند که با وجود توصیه‌ها و سفارشات قرآن کریم، مکتب اسلام، ائمه معصومین (ع)، قانون اساسی و انتظار اکثریت مردم بنا به وظیفه ویژه، رسیدگی به مسائل مختلف بیماران صعب العلاج و اهمیت به حقوق و حفظ حیثیت و شئون انسانی آنان را سرلوحه برنامهکاری خود قرار می‌دهند.
این امر نیازمند آن است؛ در چارچوب عزم و اراده مردم دلسوز و مشارکت و همیاری ملی نهادها و دستگاه‌های دولتی و غیردولتی برای کاهش آثار اجتماعی، اقتصادی، خانوادگی و فردی این بیماران همت گماشت.

## اهداف جامعه حمایت از بیماران ام. اس ایران
خلاصه‌ای از اهداف و مأموریت جامعه:
کلیات: حمایت از بیماران مبتلا به M.S و کمک در بهبود و ارتقاء وضعیت علمی، پژوهشی، داروئی، درمانی، آموزشی، توانبخشی، بستری و خانوادگی آنان و تلاش در رفع مشکلات اجتماعی، اقتصادی، رفاهی، اشتغال و معیشتی و مشارکت در زندگی فردی مبتلایان و اطلاع‌رسانی زوایای مختلف و وضعیت بیماری M.S به کل افراد جامعه.
جزئیات اهداف:
۱) جمع‌آوری و تهیه آمار (بانک اطلاعات) از نظر مشخصات و ویژه گی‌های وضعیت پزشکی و فردی بیماران مبتلا به M.S
۲) مشارکت و همکاری در گسترش فعالیت‌های علمی، تحقیقاتی و پژوهشی مربوط به تشخیص و درمان و پیشگیری بیماری M.S توسط هیئت علمی جامعه.
۳) ارائه طرح‌های قابل اجراء به نهادها وسازمان‌های مختلف جهت بهبود وضعیت درمانی رفاهی، معیشتی و اجتماعی بیماران M.S
۴)     انتشار نشریه بمنظور تحقق اهداف جامعه.
۵) تلاش برای رفع نیازهای درمانی، اجتماعی، مادی و معنوی بیماران.
۶) فراهم ساختن شرایط و بهره‌گیری بهینه از امکانات و اعتبارات موجود جامعه برای رفع مشکلات بیماران.
۷) جلب حمایت و کمک‌های دولتی، غیردولتی و مردمی (داخلی و خارجی).
۸) ایجاد دفاتر نماینده گی در مراکز استان‌ها و شهرهای بزرگ جهت حمایت از بیماران M.S کشور.
۹) مشارکت و ایجاد مراکز مختلف درمانی، داروئی، توانبخشی و مراقبتی بمنظور رسیدگی به مسائل ویژه بیماران M.S از قبیل: کلینیک تخصصی، درمانگاه، داروخانه، فیزیوتراپی، سالن ورزشی و آسایشگاه.
۱۰) زمینه سازی و ایجاد مرکز آموزشی علمی، اجتماعی، فرهنگی و هنری بمنظور ارتقاء سطح آگاهی بیماران، خانواده‌ها و کلیه افراد جامعه.
۱۱) ایجاد مرکز کاریابی و اشتغالزائی، مشارکت در ایجاد و تشکیل تعاونی‌های خود اشتغالی (تولیدی، صنعتی و اداری) و تلاش در راستای احیای شرایط کار با اتکا به خویشتن و افزایش توانمندی آنان (با در نظر گرفتن توانائی، قابلیت، شرایط سنی و تحصیلات مبتلایان).
۱۲) ایجاد تعامل و همکاری در کشور به صورت نهادی ملّی و فراگیر با فراهم ساختن و ایجاد شرایط استفاده از امکانات جامعه بمنظور بهبود موقعیت رفاهی، معیشتی، اجتماعی، خانوادگی و فردی بیماران (ارتقاء و برابری فرصت‌ها میان بیماران - کاهش فقر و تبعیض - ایجاد موقعیت برای دختران و بانوان این قشر با توجه به آمار ابتلا - تلاش برای جلوگیری از ناهنجاری‌های ناشی از بیماری).

## مختصری از فعالیتهای جامعه حمایت از بیماران ام. اس ایران
موضوع فعالیت جامعه حمایتی و خیریه می‌باشد و در خصوص انجام امور در زمینه‌های پزشکی، علمی، تحقیقاتی، آموزش، پیشگیری، درمان، توانبخشی و ارائه خدمات رفاهی، معیشتی، خانواده گی و فردی در جهت حمایت از بیماران M.S می‌باشد.